# Itambacuri
Itambacuri é um município brasileiro no interior do estado de Minas Gerais, Região Sudeste do país. Localiza-se no Vale do Rio Doce e sua população recenseada em 2022 era de 21 042 habitantes.

## História

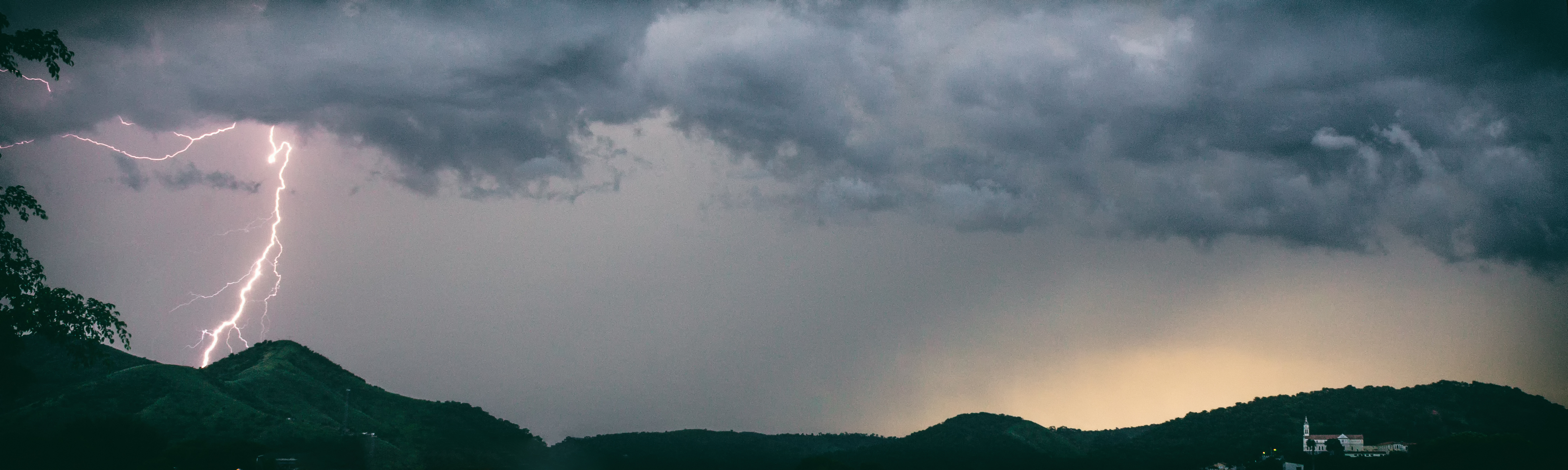
Tempestade ao final da tarde em Itambacuri.

A convite do Governo Imperial da época, foi fundado no Vale do Mucuri e Rio Doce, um aldeamento para catequese dos indígenas, a fim de liberar terras para a colonização e se aproveitar da mão-de-obra dos nativos.
Frei Serafim de Gorízia e Frei Ângelo de Sassoferrato, que aqui chegaram a 19 de fevereiro de 1873. Estava dentro em pouco tempo, formada a aldeia na data de 13 de abril de 1873, legalmente considerada a fundação da cidade.
Outros moradores da região, atraídos pelas atividades de derrubada da mata e expansão das atividades agrícolas e pecuárias, foram chegando e se fixando.
Quatro anos depois, contava o povoado com algumas dezenas de casas, uma igreja e uma média de 500 índios, que auxiliavam no trabalho da lavoura.
A vida econômica e social do povoado prosseguiu em ritmo normal até sua elevação à categoria de distrito e posteriormente de município (em 18 de maio de 1924). Com a criação do município em 1924, foi a sede elevada a cidade.
Em janeiro de 1944 perdeu o distrito de Fidelândia, transferido para o recém-criado município de Ataléia.
A princípio, o município de Itambacuri jurisdicionava-se à comarca de Teófilo Otoni, até 1948, mas com a publicação do Decreto-lei n 336, Itambacuri passou a comarca em 1948.
Itambacuri era formada de 4 distritos: Itambacuri (sede), Aranã, Frei Serafim e Igreja Nova (hoje Campanário). Por força da Lei Estadual n 2.764, de 30 de dezembro de 1962, foram desmembrados passando a municípios: Campanário, Frei Gaspar, Frei Inocêncio, Pescador, Nova Módica, São José do Divino.
Hoje restam em Itambacuri os distritos de  Frei Serafim e Guarataia.
A atriz e modelo Camila Alves é natural de Itambacuri.

## Topônimo
Pode ser encontrado algumas versões sobre a origem do seu nome indígena:
- Itambacuri (itambá + qui + r’y) - rio das ostreiras ou conchas (sambaquis) ou ainda também como tambaqui-ri - o rio dos montes de cascas, de mexilhões ou de conchas.[10][11]

- Tambakori - nome do rio Itambacuri. rio encachoeirado.[12]

## Economia
Itambacuri tem um Produto Interno Bruto de 164 milhões de reais. A maior unidade empregadora do município é a administração pública em geral. O varejo também é uma importante atividade econômica em questão de empregos. Outras atividades econômicas são relevantes em questão de empregos, como a agropecuária, a saúde e a indústria.

## Infraestrutura

### Saúde
Itambacuri possui 33 estabelecimentos de saúde, 102 leitos, 425 profissionais e um total de 138 equipamentos.
Grande parte dos estabelecimentos de saúde de Itambacuri são consultórios especializados.  Centros de saúde também estão presentes em grande quantidade.

### Educação
Itambacuri possui mais de 1,8 mil matrículas em educação básica. O curso básico com maior número de matrículas é o Ensino Fundamental I.  A escola com maior número de matrículas, é a Escola Estadual Madre Serafina de Jesus, com 1.2 mil matrículas . 
Itambacuri possui como ensino superior a Faculdade Presidente Antônio Carlos, com 50 matrículas.

## Geografia
De acordo com a divisão regional vigente desde 2017, instituída pelo IBGE, o município pertence às Regiões Geográficas Intermediária e Imediata de Teófilo Otoni.Até então, com a vigência das divisões em microrregiões e mesorregiões, fazia parte da microrregião de Governador Valadares, que por sua vez estava incluída na mesorregião do Vale do Rio Doce.

## Povos indígenasBotocudos
- Krenak
- Aranã
- Mokuriñ
- Pojixá